# میلی بابی براون
میلی بانی براون بون جووی (انگلیسی: Millie Bonnie Brown؛ زاده ۱۹ فوریه ۲۰۰۴) که با نام هنری میلی بابی براون شناخته شده است بازیگر و تهیه‌کننده بریتانیایی است. او با بازی در نقش الون در سریال علمی تخیلی چیزهای عجیب (۲۰۱۶–اکنون) از نتفلیکس شناخته شد، که برای آن نامزد دو جایزهٔ امی ساعات پربیننده شد. براون در فیلم ماجراجویی گودزیلا: سلطان هیولاها (۲۰۱۹) و دنباله آن گودزیلا در برابر کونگ (۲۰۲۱) بازی کرده‌است. او همچنین در فیلم معمایی نتفلیکس انولا هولمز (۲۰۲۰) و دنباله آن در سال ۲۰۲۲ نقش‌آفرینی کرد که تهیه‌کننده آن نیز بوده‌است.
در سال ۲۰۱۸، براون در فهرست تایم ۱۰۰ از تأثیرگذارترین افراد جهان قرار گرفت، و به عنوان سفیر حسن نیت یونیسف منصوب شد، جوانترین فردی که تا آن زمان برای این سمت انتخاب شده‌است.

## اوایل زندگی
براون در ۱۹ فوریه ۲۰۰۴، در ماربیا، مالاگا، اسپانیا، سومین از چهار فرزند کلی و رابرت براون، یک مدیر املاک، به دنیا آمد. او با کم شنوایی نسبی در گوش چپ خود به دنیا آمد و به تدریج در طی چندین سال تمام شنوایی آن گوش را از دست داد. او در چهار سالگی با خانواده‌اش به انگلستان بازگشت و در بورنموث مستقر شد. وقتی او هشت ساله بود، خانواده به اورلندو، فلوریدا نقل مکان کردند.
براون در سال ۲۰۲۵ فاش کرد که نام واقعی او میلی بانی براون است و نام میانی «بابی» توسط پدرش به او داده شده است.

## زندگی حرفه‌ای

### ۲۰۱۳–۲۰۱۷: نقش‌های نخست و چیزهای عجیب
در سال ۲۰۱۳، براون نخستین نقش بازیگری خود را به عنوان ستارهٔ مهمان در سریال درام فانتزی روزی روزگاری در سرزمین عجایب از ای‌بی‌سی انجام داد، که یک اسپین‌آف از روزی روزگاری بود و در آن نقش آلیس جوان را به تصویر کشید. در سال ۲۰۱۴، او در نقش مدیسون اودانل در سریال درام-دلهره‌آور فراطبیعی مزاحمان از بی‌بی‌سی آمریکا نقش‌آفرینی کرد. او به عنوان مهمان در درام پلیسی ان‌سی‌آی‌اس از شبکه سی‌بی‌اس، کمدی سیتکام خانواده امروزی و سریال درام پزشکی آناتومی گری (هر دو از از ای‌بی‌سی) ظاهر شد.

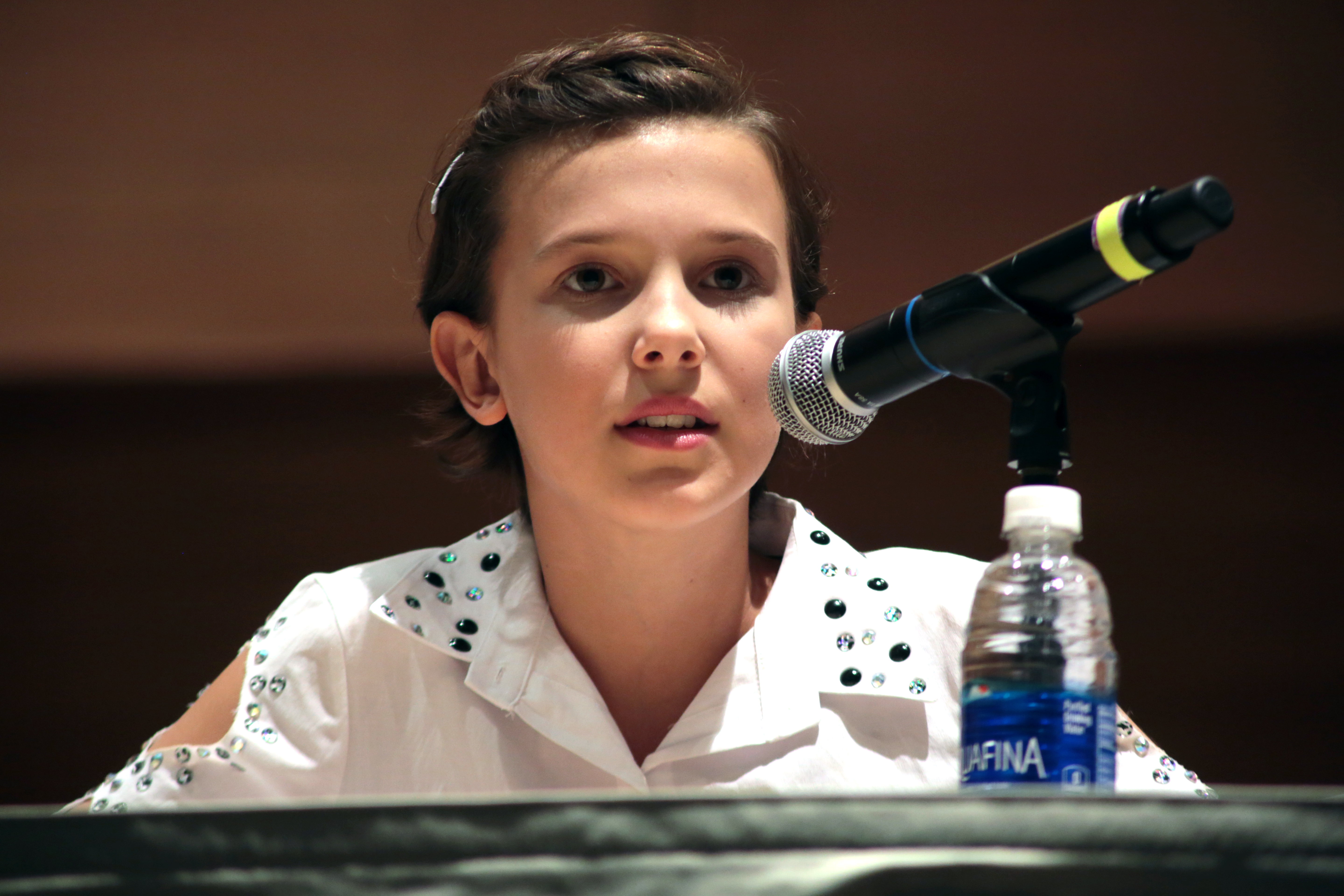
براون در سال ۲۰۱۶

در سال ۲۰۱۶، براون برای بازی در نقش الون در سریال ترسناک علمی تخیلی چیزهای عجیب از نتفلیکس انتخاب شد. او برای بازی خود مورد تحسین منتقدان قرار گرفت، و نامزد «جایزه انجمن فیلم نمایشگر برای اجرای برجستهٔ بازیگر زن در مجموعه تلویزیونی درام» و جایزه امی ساعات پربیننده برای بهترین بازیگر نقش مکمل زن در مجموعه تلویزیونی درام شد. او سپس برنده جایزه انجمن بازیگران فیلم برای بهترین اجرای گروه بازیگران در مجموعه درام با همبازی‌هایش شد، و برنده چهل و سومین جایزه ساترن برای بهترین اجرای یک بازیگر جوان در یک سریال تلویزیونی شد. او برای ایفای نقش الون در فصل دوم چیزهای عجیب، دومین نامزدی خود را از سوی انجمن بازیگران فیلم و امی ساعات پربیننده در سال ۲۰۱۸ دریافت کرد.
در نوامبر ۲۰۱۶، براون در موزیک ویدیوی تک‌آهنگ «منو پیدا کن» از سیگما و بردی بازی کرد. از نوامبر ۲۰۱۶، او در تبلیغات تجاری برای همکاری سرمایه‌گذاری و خدمات مالی سیتی‌گروپ ظاهر شده‌است. در ژانویه ۲۰۱۷، او نخستین کار مدلینگ خود را در کمپین «By Appointment» از کالوین کلاین انجام داد. ماه بعد، او با آژانس آی‌ام‌جی مادلز قرارداد امضا کرد. در تابستان ۲۰۱۸، براون در کمپین برند ایتالیایی مونکلر، و سپس روی جلد وگ ظاهر شد. در ۲۵ مه ۲۰۲۲، براون توسط برند مد لویی ویتون به عنوان سفیر آن انتخاب شد.

### ۲۰۱۸–اکنون
در ژانویه ۲۰۱۸، براون برای ایفای نقش و تهیه‌کنندگی اقتباسی سینمایی از رازهای انولا هلمز انتخاب شد. او همچنین برای صداپیشگی در واقعیت مجازی کره‌ها: ترانه‌های فضا-زمان توسط دارن آرنوفسکی انتخاب شد. در ۲۰ آوریل ۲۰۱۸، او به عنوان یکی از ۱۰۰ فرد تأثیرگذار در جهان توسط مجله تایم انتخاب شد و جوانترین فردی شد که در آن فهرست قرار گرفته‌است. علاوه بر آن، او توسط مجله تایم به عنوان یکی از تأثیرگذارترین نوجوانان سال ۲۰۱۷ و ۲۰۱۸ معرفی شد، و در ۲۰ نوامبر ۲۰۱۸، اعلام شد که او جوانترین فردی است که تاکنون به عنوان سفیر حسن نیت یونیسف منصوب شده‌است. در نوامبر ۲۰۱۸، الکترونیک آرتس اعلام کرد که براون با برنامه نویسان سیمز ۴ برای حضور در «سیمز ۴ پازیتیویتی چلنج» همکاری کرده‌است. در سال ۲۰۱۸، هالیوود ریپورتر، براون را در میان سی ستارهٔ برتر هالیوود زیر هجده سال قرار داد.
براون نخستین فیلم بلند خود را در سال ۲۰۱۹ با گودزیلا: سلطان هیولاها، دنباله فیلم گودزیلا، در سال ۲۰۱۴ انجام داد. او نقش خود را در دنباله بعدی، گودزیلا در برابر کونگ (۲۰۲۱) تکرار کرد. در مارس ۲۰۱۹، او سفیر کمپینی از یوفا با عنوان «Together #WePlayStrong» شد. در همان ماه، اعلام شد که براون در اقتباس سینمایی چیزی در مورد عروس دریایی اثر علی بنجامین در نقش سوزی بازی خواهد کرد. در سال ۲۰۱۹، براون خط تولید محصولات زیبایی خودش را با نام «Florence by Mills» راه‌اندازی کرد. این محصول در شرکت داروسازی بریتانیایی بوتس، وال‌مارت در ایالات متحده و شاپرز دراگ مارت در کانادا موجود است.
در ۲۸ ژوئیه ۲۰۲۰، اعلام شد که او از طریق شرکت خودش «پی‌سی‌اِم‌اِی پروداکشنز»، فیلمی معلق با عنوان «The Girls I've Been» بر اساس رمانی به همین نام اثر تس شارپ را تولید خواهد کرد که در آن ایفای نقش نیز می‌کند. براون همچنین بازیگر و تهیه‌کننده اجرایی فیلم فانتزی دوشیزه برای نتفلیکس به کارگردانی فیلمساز اسپانیایی خوان کارلوس فرسنادیو خواهد بود. در دسامبر ۲۰۲۰، اعلام شد که برادران روسو اقتباسی با نام الکتریک استیت از رمان گرافیکی از سایمون استلنهاگ به همان نام را برای یونیورسال پیکچرز کارگردانی خواهند کرد، و براون قرار است نقش اصلی را بازی کند. در دسامبر آن سال، گزارش شد که نتفلیکس به او پیشنهادی برای نگاهی نخست به او داده‌است که شامل چندین پروژه است. در سال ۲۰۲۲، براون ۱۰ میلیون دلار برای بازی در نقش اِنولا هلمز در دنباله انولا هولمز ۲ به دست آورد.

## زندگی شخصی
براون در سن ۱۲ سالگی پس از انتخاب در سریال چیزهای عجیب در معرض دید عموم قرار گرفت. در سن ۱۴ سالگی، نقل‌قول‌های همجنسگراهراسی که به دروغ به براون نسبت داده می‌شد، در رسانه‌های اجتماعی به شکل میم منتشر شدند که باعث شد او در نهایت از توییتر به دلیل آزار و اذیت خارج شود. او علاوه بر قلدری آنلاین، با کاربران شبکه‌های اجتماعی و مقاله‌هایی که او را به صورت جنسی و استثمارگرانه نشان می‌دهند نیز مواجه شده‌است. او از این تجربیات ناامید شد و یک پست اینستاگرامی ۲۰۲۰ را در روز تولد ۱۶ سالگی خود چنین زیرنویس کرد: «لحظاتی وجود دارند که از نادرستی، نظرات ناشایست، جنسی‌سازی و توهین‌های غیرضروری ناامید می‌شوم که در نهایت منجر به درد و ناامنی برایم شده‌است.» پس از ۱۸ سالگیِ براون در فوریه ۲۰۲۲، نمایه‌های رسانه‌های اجتماعی او با مطالب جنسی صریح و استثمارگرانه از سوی کاربران منتشر شد. او یک دانشجوی آنلاین در دانشگاه پردو است که از اوت ۲۰۲۲ در زمینه بهداشت و خدمات انسانی تحصیل می‌کند.
براون از سال ۲۰۲۱ با بازیگر آمریکایی جیک بون جوی وارد رابطه شد. این دو در آوریل سال ۲۰۲۳ نامزد کردند. این خبر باتوجه به سن کم براون توجهات زیادی را جلب کرد. 

## فیلم‌شناسی

### فیلم
| سال  | عنوان                    | نقش         | یادداشت‌ها                           |
| ---- | ------------------------ | ----------- | ----------------------------------- |
| ۲۰۱۸ | کره‌ها: ترانه‌های فضا-زمان | راوی        | نقش صدا؛ بخش: «کر کیهان»            |
| ۲۰۱۹ | گودزیلا: سلطان هیولاها   | مدیسون راسل |                                     |
| ۲۰۲۰ | انولا هولمز              | انولا هلمز  | همچنین تهیه‌کننده                    |
| ۲۰۲۱ | گودزیلا در برابر کونگ    | مدیسون راسل |                                     |
| ۲۰۲۲ | انولا هولمز ۲            | انولا هلمز  | همچنین تولیدکننده                   |
| ۲۰۲۳ | دوشیزه                   | پرنسس اِلودی | فیلم‌برداری؛ همچنین تهیه‌کننده اجرایی |
| ۲۰۲۴ | الکتریک استیت            | میشل        | فیلم‌برداری                          |

| به آثاری اشاره دارد که در حال حاضر منتشر نشده‌اند | به آثاری اشاره دارد که در حال حاضر منتشر نشده‌اند |

### تلویزیون
| سال        | عنوان                        | نقش           | یادداشت‌ها                            |
| ---------- | ---------------------------- | ------------- | ------------------------------------ |
| ۲۰۱۳       | روزی روزگاری در سرزمین عجایب | آلیس          | ۲ قسمت                               |
| ۲۰۱۴       | مزاحمان                      | مدیسون اودانل | نقش اصلی                             |
| ۲۰۱۴       | ان‌سی‌آی‌اس                     | راشل بارنز    | قسمت: «پیشنهاد برای راهنمایی والدین» |
| ۲۰۱۵       | خانواده امروزی               | لیزی          | قسمت: «کمد؟ عاشقش خواهی شد!»         |
| ۲۰۱۵       | آناتومی گری                  | روبی          | قسمت: «حرکت زمین را احساس می‌کنم»     |
| ۲۰۱۶–اکنون | چیزهای عجیب                  | الون          | نقش اصلی                             |
| ۲۰۲۰       | ویژه کریسمس جادویی ماریا کری | خودش          | ویژه تلویزیون                        |

### موزیک ویدیوها
| سال  | عنوان                                              | هنرمند                   | نقش  | منبع                 |
| ---- | -------------------------------------------------- | ------------------------ | ---- | -------------------- |
| ۲۰۱۶ | «مرا پیدا کن»                                      | سیگما با حضور بردی       |      | [ ۶۶ ]               |
| ۲۰۱۷ | «تو را به چالش می‌کشم»                              | ایکس‌ایکس                 |      | [ ۶۷ ]               |
| ۲۰۱۸ | «دخترایی مثل تو» (نسخه اصلی، جلد ۲ و ویدیوی عمودی) | مارون ۵ با حضور کاردی بی | خودش | [ ۶۸ ] [ ۶۹ ] [ ۷۰ ] |
| ۲۰۱۸ | «در احساسات من»                                    | دریک                     | خودش | [ ۷۱ ]               |
| ۲۰۱۹ | «برای کریسمس فقط تو را می‌خواهم»                    | ماریا کری                | خودش | [ ۷۲ ]               |

### بازی‌های ویدئویی
| سال  | عنوان  | نقش  | یادداشت‌ها                                           | منبع   |
| ---- | ------ | ---- | --------------------------------------------------- | ------ |
| ۲۰۱۸ | سیمز ۴ | خودش | شخصیت قابل دانلود رایگان به عنوان بخشی از یک رویداد | [ ۷۳ ] |

## جوایز و نامزدی‌ها
| جایزه                     | سال  | رده                                                | اثر         | نتیجه    | منبع   |
| ------------------------- | ---- | -------------------------------------------------- | ----------- | -------- | ------ |
| جوایز امی ساعات پربیننده  | ۲۰۱۷ | بهترین بازیگر نقش مکمل زن در مجموعه تلویزیونی درام | چیزهای عجیب | نامزدشده | [ ۷۴ ] |
| جوایز امی ساعات پربیننده  | ۲۰۱۸ | بهترین بازیگر نقش مکمل زن در مجموعه تلویزیونی درام | چیزهای عجیب | نامزدشده | [ ۷۵ ] |
| جوایز انجمن بازیگران فیلم | ۲۰۱۷ | اجرای برجسته توسط یک بازیگر زن در مجموعه درام      | چیزهای عجیب | نامزدشده | [ ۷۶ ] |
| جوایز انجمن بازیگران فیلم | ۲۰۱۷ | بهترین اجرای گروه بازیگران در مجموعه درام          | چیزهای عجیب | برنده    | [ ۷۶ ] |
| جوایز انجمن بازیگران فیلم | ۲۰۱۸ | اجرای برجسته توسط یک بازیگر زن در مجموعه درام      | چیزهای عجیب | نامزدشده | [ ۷۷ ] |
| جوایز انجمن بازیگران فیلم | ۲۰۱۸ | بهترین اجرای گروه بازیگران در مجموعه درام          | چیزهای عجیب | نامزدشده | [ ۷۷ ] |
| جوایز انجمن بازیگران فیلم | ۲۰۱۹ | بهترین اجرای گروه بازیگران در مجموعه درام          | چیزهای عجیب | نامزدشده | [ ۷۸ ] |

| جایزه                                     | تاریخ | رده                                                                | اثر                    | نتیجه    | منبع          |
| ----------------------------------------- | ----- | ------------------------------------------------------------------ | ---------------------- | -------- | ------------- |
| جوایز امپایر                              | ۲۰۱۸  | بهترین بازیگر زن در مجموعه تلویزیونی                               | چیزهای عجیب            | نامزدشده | [ ۷۹ ]        |
| جوایز اره‌برقی فانگوریا                    | ۲۰۱۷  | بهترین بازیگر زن تلویزیون                                          | چیزهای عجیب            | برنده    | [ ۸۰ ]        |
| دربی طلایی                                | ۲۰۱۷  | بازیگر نقش مکمل زن درام                                            | چیزهای عجیب            | نامزدشده | [ ۸۱ ]        |
| دربی طلایی                                | ۲۰۱۷  | موفق‌ترین مجری سال                                                  | چیزهای عجیب            | برنده    | [ ۸۱ ]        |
| دربی طلایی                                | ۲۰۱۸  | بهترین بازیگر نقش مکمل زن درام                                     | چیزهای عجیب            | نامزدشده | [ ۸۲ ]        |
| انجمن منتقدان هالیوود                     | ۲۰۲۲  | بهترین بازیگر نقش مکمل زن در سریال درام                            | چیزهای عجیب            | نامزدشده | [ ۸۳ ]        |
| آی‌جی‌ان                                    | ۲۰۱۷  | بهترین اجرای تلویزیونی دراماتیک                                    | چیزهای عجیب            | برنده    | [ ۸۴ ]        |
| جوایز برگزیده کودکان نیکلودین             | ۲۰۱۸  | بازیگر موردعلاقه زن تلویزیونی                                      | چیزهای عجیب            | برنده    | [ ۸۵ ]        |
| جوایز برگزیده کودکان نیکلودین             | ۲۰۱۹  | بازیگر موردعلاقه زن تلویزیونی                                      | چیزهای عجیب            | نامزدشده | [ ۸۶ ]        |
| جوایز برگزیده کودکان نیکلودین             | ۲۰۲۰  | ستاره موردعلاقه زن تلویزیون                                        | چیزهای عجیب            | برنده    | [ ۸۷ ]        |
| جوایز برگزیده کودکان نیکلودین             | ۲۰۲۱  | ستاره موردعلاقه زن تلویزیون                                        | چیزهای عجیب            | برنده    | [ ۸۸ ]        |
| جوایز برگزیده کودکان نیکلودین             | ۲۰۲۱  | بازیگر موردعلاقه زن فیلم                                           | انولا هولمز            | برنده    | [ ۸۸ ]        |
| حلقه منتقدان فیلم لندن                    | ۲۰۲۱  | مجری جوان بریتانیایی/ایرلندی سال                                   | انولا هولمز            | نامزدشده | [ ۸۹ ]        |
| جایزه سینمایی و تلویزیونی ام‌تی‌وی          | ۲۰۱۷  | بهترین اجرای تلویزیونی                                             | چیزهای عجیب            | برنده    | [ ۹۰ ]        |
| جایزه سینمایی و تلویزیونی ام‌تی‌وی          | ۲۰۱۷  | بهترین قهرمان                                                      | چیزهای عجیب            | نامزدشده | [ ۹۰ ]        |
| جایزه سینمایی و تلویزیونی ام‌تی‌وی          | ۲۰۱۸  | بهترین اجرای تلویزیونی                                             | چیزهای عجیب            | برنده    | [ ۹۱ ]        |
| جایزه سینمایی و تلویزیونی ام‌تی‌وی          | ۲۰۱۸  | بهترین بوسه (با فین ولفهارد)                                       | چیزهای عجیب            | نامزدشده | [ ۹۱ ]        |
| جوایز ان‌ام‌ای                              | ۲۰۱۷  | قهرمان سال                                                         | خودش                   | نامزدشده | [ ۹۲ ]        |
| جوایز برگزیده مردم                        | ۲۰۱۷  | بازیگر مورد علاقه تلویزیون علمی تخیلی/فانتزی                       | چیزهای عجیب            | نامزدشده | [ ۹۳ ]        |
| جوایز ساترن                               | ۲۰۱۷  | بهترین بازیگر جوان در مجموعه تلویزیونی                             | چیزهای عجیب            | برنده    | [ ۲۲ ]        |
| جوایز ساترن                               | ۲۰۱۸  | بهترین بازیگر جوان در مجموعه تلویزیونی                             | چیزهای عجیب            | نامزدشده | [ ۹۴ ]        |
| جوایز ساترن                               | ۲۰۱۹  | بهترین اجرای یک بازیگر جوان                                        | گودزیلا: سلطان هیولاها | نامزدشده | [ ۹۵ ] [ ۹۶ ] |
| جوایز ساترن                               | ۲۰۲۲  | بهترین بازیگر زن در مجموعه اینترنتی                                | چیزهای عجیب            | نامزدشده | [ ۹۷ ]        |
| انجمن منتقدان فیلم سیاتل                  | ۲۰۲۱  | بهترین عملکرد نوجوان                                               | انولا هولمز            | نامزدشده | [ ۹۸ ]        |
| جوایز برگزیده نوجوانان                    | ۲۰۱۷  | ستاره برک‌آوت تلویزیونی                                             | چیزهای عجیب            | نامزدشده | [ ۹۹ ]        |
| جوایز برگزیده نوجوانان                    | ۲۰۱۸  | بازیگر برگزیده تلویزیون علمی تخیلی/فانتزی                          | چیزهای عجیب            | برنده    | [ ۱۰۰ ]       |
| جوایز برگزیده نوجوانان                    | ۲۰۱۸  | رابطه برگزیده تلویزیونی (با فین ولفهارد)                           | چیزهای عجیب            | نامزدشده | [ ۱۰۱ ]       |
| جوایز برگزیده نوجوانان                    | ۲۰۱۹  | ستاره تلویزیونی برگزیده تابستانی: زن                               | چیزهای عجیب            | برنده    | [ ۱۰۲ ]       |
| انجمن منتقدان فیلم منطقه واشینگتن، دی.سی. | ۲۰۲۱  | بهترین عملکرد جوانان                                               | انولا هولمز            | نامزدشده | [ ۱۰۳ ]       |
| جایزه هنرمند جوان                         | ۲۰۱۷  | بهترین عملکرد در مجموعه تلویزیونی دیجیتال یا فیلم - بازیگر زن جوان | چیزهای عجیب            | نامزدشده | [ ۱۰۴ ]       |